# Privacy (Lied)
Privacy (englisch für „Privatsphäre“) ist ein Song des US-amerikanischen Sängers Michael Jackson, der am 29. Oktober 2001 auf dessen zehnten Studioalbum, Invincible, erschien.

## Entstehung
Privacy wurde von Michael Jackson, Rodney Jerkins, Fred Jerkins III, Bernard Belle geschrieben und von Jackson und Rodney Jerkins produziert. Belle hatte bereits zehn Jahre zuvor an einem Song mit ähnlichem Thema (Why You Wanna Trip on Me) mit Jackson gearbeitet. Für die Violinen im Vordergrund arbeitete Jackson zudem mit dem berühmten kanadischen Komponisten David Campbell zusammen. Eigentlich sollte Slash die Gitarre spielen, jedoch musste er aufgrund seiner Terminplanung kurzfristig ausgetauscht werden. Dennoch ruft Jackson vor dem Gitarrensolo auch in der finalen Version dessen Namen.

## Inhalt
In Privacy setzt sich Jacksons mit Paparazzi auseinander und verurteilt deren Handeln. Neben eigenen Erfahrungen könnte Lady Dianas Tod den Anlass für den Song gegeben haben. In einer Zeile spielt er auf ihren Tod an, der oftmals den Paparazzi zur Last gelegt wird („And you still wonder why/One of my friends had to die“). Musikalisch hat Privacy einen als trocken und zweiteilig bzw. komplex beschriebenen Rhythmus. Auffällig sind die überall im Song auftauchten Kamera-Sounds.

## Besetzung
- Komposition – Michael Jackson, Rodney Jerkins, Fred Jerkins III, Bernard Belle
- Produktion – Michael Jackson, Rodney Jerkins
- Solo, Background Vocals – Michael Jackson
- Background Vocals – LaShawn Daniels
- Keyboard – Rodney Jerkins
- Synthesizer – Rodney Jerkins
- Gitarre – Michael Thompson
- E-Bass – Nathan East
- Schlagzeug – Gerald Hayward, Emanuel Baker
- Tontechniker – Rodney Jerkins, Jean-Marie Horvat, Brad Gilderman
- Assistierende Tontechniker – Harvey Mason Jr., Paul Cruz
- Mix – Rodney Jerkins, Jean-Marie Horvat[1]